# Genovevo Figueroa Zamudio
Jaime Genovevo Figueroa Zamudio (Cuitzeo del Porvenir, Michoacán, 26 de abril de 1940) es un médico oftalmólogo y político mexicano que fue gobernador de Michoacán, senador, embajador de México en Argentina y secretario general del Instituto Mexicano del Seguro Social.
Ocupó el cargo de Secretario General de Gobierno de Michoacán durante la administración de Luis Martínez Villicaña, cuando este solicitó licencia el 3 de diciembre de 1988 lo sustituyó al frente de la gubernatura hasta 1992, en 1994 fue elegido Senador por Michoacán para las Legislaturas LVI y LVII, cargo que culminaría en 2000, durante este periodo se desempeñó como Coordinador de los Senadores del PRI y Presidente de la Gran Comisión del Senado, hasta 1998 en que solicitó licencia a su curul y fue nombrado Embajador en Argentina, cargo en el permaneció hasta 2001.
En 2002 renunció a su militancia en el Partido Revolucionario Institucional y fue nombrado Secretario de Turismo por el gobernador de Michoacán Lázaro Cárdenas Batel, cargo que siguió desempeñando durante la administración de Leonel Godoy Rangel.
El 20 de junio de 2011 renunció a su cargo como secretario de turismo para registrarse como precandidato en la contienda por la presidencia municipal de Morelia.
El 14 de septiembre de 2011 se registró ante el IEM como candidato a la presidencia municipal de Morelia por el  Partido del Trabajo y por el Partido de la Revolución Democrática.